# Left On Base
Im Baseball ist Left On Base (LOB) ein statistischer Wert, der auf Team- oder individueller Basis zur Anwendung kommen kann. Im Falle einer Mannschaft oder eines einzelnen Pitchers bezieht er sich auf die Anzahl der Läufer, die am Ende eines Innings auf einer Base zurückbleiben, ohne punkten zu können. Im Fall eines einzelnen Schlagmanns (Batter) bezieht sich die Zahl darauf, wie viele Läufer auf einer Base bleiben, nachdem der Batter ein Out beim Antritt am Schlagmal hinnehmen musste. Ihm werden diese Läufer als LOB angerechnet, da er es versäumt hat, seine Aufgabe zu erfüllen, es diesen Läufern zu ermöglichen, einen Run zu erzielen (zu punkten) oder sie zumindest in die Lage zu versetzen, zu punkten. LOB kann eine sehr unbeständige Statistik sein, die von Spiel zu Spiel variiert.

## Hintergrund
Ein Baserunner (Läufer) gilt als „left on base“ (LOB) oder „gestrandet“ (engl.: stranded), wenn die Hälfte des Innings beendet ist, in der sein Team als Offensive antritt, er eine Base erreicht hat, er aber a) entweder nicht gepunktet hat oder b) ein Out hinnehmen musste. Dies gilt auch für einen Batter-Runner (Schlagmann, der nach getroffenem Ball zum Läufer wird), der eine sog. Fielder’s Choice geschlagen hat, wodurch ein anderer Runner das dritte Out hinnehmen musste. Es gilt auch für Läufer, die am Ende eines Spiels auf der Base stehen, z. B. wenn die Heimmannschaft im neunten oder einem späteren Inning den entscheidenden Run erzielt. Beispiel: Ein Schlagmann, der in der zweiten Hälfte des zehnten Innings in einem unentschiedenen Spiel bei vollen Bases (bases loaded) einen Single schlägt, erzielt einen Run mit dem das Spiel sofort beendet ist. Dabei lässt er drei Läufer auf der Base, also Left On Base, nämlich die Läufer, die auf der ersten und zweiten Base waren, und sich selbst.

## LOB als Mannschaftswert
Die Gesamtzahl der LOB einer Mannschaft wird üblicherweise im Baseball-Box-Score angegeben. Dabei werden nur diejenigen Läufer gezählt, die auf den Bases stehen, wenn das dritte Aus jedes Innings erfolgt. Die Mannschafts-LOB wird zum Nachweis der Richtigkeit eines Boxscores verwendet. Die Anzahl der Plate Appearances eines Teams entspricht der Summe der Runs des Teams, der LOB des Teams und der Putouts des gegnerischen Teams. Mit anderen Worten: Jeder Schlagmann, der zum Schlagen antritt, wird letztlich als erzielter Run, Putout oder LOB gezählt.

## LOB als individueller Wert
Auch individuelle LOB-Zahlen werden manchmal in Baseball-Box-Scores angegeben. Dabei handelt es sich um eine neuere Statistik, die für jeden Spieler berechnet wird, der mindestens einmal in einem Spiel am Schlagmal steht, und die sich danach richtet, wie viele Baserunner „auf der Base gelassen“ wurden, als der Spieler am Schlagmal stand und ein Out verursachte, unabhängig davon, wie viele Outs es für das Team zu diesem Zeitpunkt gab. Dabei ist zu beachten, dass ein At Bat keine anderen Plate Appearances einschließt, wie z. B. Sacrifice Bunts oder Sacrifice Flies durch den Schlagmann, ein drittes Out durch Pickoffs oder Caught Stealing oder Spiele, die mit dem Winning Run durch einen erfolgreichen Steal enden usw. Zwei häufige Missverständnisse in Bezug auf die individuelle LOB sind, dass die individuelle LOB die Anzahl der Male sei, die der Spieler als Baserunner selbst auf der Base belassen wurde (dies wäre eine „LOB des Läufers“ und wird in der Regel nicht aufgezeichnet), oder dass die individuelle LOB nur gilt, wenn der At-Bat-Spieler das dritte Out für das Team verursacht hat. Zu beachten ist weiterhin, dass die Summe der individuellen LOBs für alle Spieler einer Mannschaft in der Regel die LOB der Mannschaft übersteigt.

## Weitere LOB Statistiken
Eine verwandte Statistik ist „runners left on base in scoring position“ (RLISP/LISP), die nur die LOBs umfasst, bei denen Läufer auf der zweiten oder dritten Base standen. Eine weitere verwandte Statistik ist „left on base in scoring position with less than two out“. Mit diesen Statistiken soll die Tendenz einer Mannschaft oder eines Spielers gemessen werden, Chancen zu vergeuden, Punkte zu erreichen.

## LOB Rekorde in der Major League Baseball
Im Folgenden sind einige Rekorde für verschiedene LOB-Kategorien aus der Major League Baseball aufgelistet:
| Liga                 | Name(s)        | Team(s)              | LOB | Datum              | Innings |
| -------------------- | -------------- | -------------------- | --- | ------------------ | ------- |
| American League (AL) | Dustin Pedroia | Boston Red Sox       | 13  | 15. September 2017 | 15      |
| American League (AL) | Trot Nixon     | Boston Red Sox       | 12  | 12. Juni 2003      | 13      |
| American League (AL) | David Ortiz    | Boston Red Sox       | 12  | 14. Mai 2009       | 12      |
| National League (NL) | Ryan Zimmerman | Washington Nationals | 14  | 8. Mai 2016        | 13      |
| National League (NL) | Glenn Beckert  | Chicago Cubs         | 12  | 16. September 1972 | 9       |
| National League (NL) | Todd Helton    | Colorado Rockies     | 12  | 11. April 1998     | 9       |

| Rekord          | Liga | Mannschaft            | LOB   | Saison |
| --------------- | ---- | --------------------- | ----- | ------ |
| Niedrigster LOB | AL   | Kansas City Athletics | 925   | 1957   |
| Niedrigster LOB | NL   | Chicago Cubs          | 964   | 1924   |
| Höchster LOB    | AL   | St. Louis Browns      | 1,334 | 1941   |
| Höchster LOB    | NL   | Cincinnati Reds       | 1,328 | 1976   |

| Liga | Mannschaft [vs Gegner]      | LOB | Datum              |
| ---- | --------------------------- | --- | ------------------ |
| AL   | New York [vs Boston]        | 20  | 21. September 1956 |
| NL   | Boston [vs Baltimore]       | 18  | 15. August 1897    |
| NL   | Pittsburgh [vs Cincinnati]  | 18  | 8. September 1905  |
| NL   | Boston [vs St. Louis]       | 18  | 11. Juli 1923      |
| NL   | St. Louis [vs Philadelphia] | 18  | 15. September 1928 |
| NL   | New York [vs Philadelphia]  | 18  | 7. August 1943     |
| NL   | St. Louis [vs Cincinnati]   | 18  | 10. Juni 1944      |
| NL   | St. Louis [vs Philadelphia] | 18  | 14. September 1950 |
| NL   | Pittsburgh [vs Boston]      | 18  | 5. Juni 1951       |
| NL   | Atlanta [vs Los Angeles]    | 18  | 23. Juni 1986      |